# Papiro 16

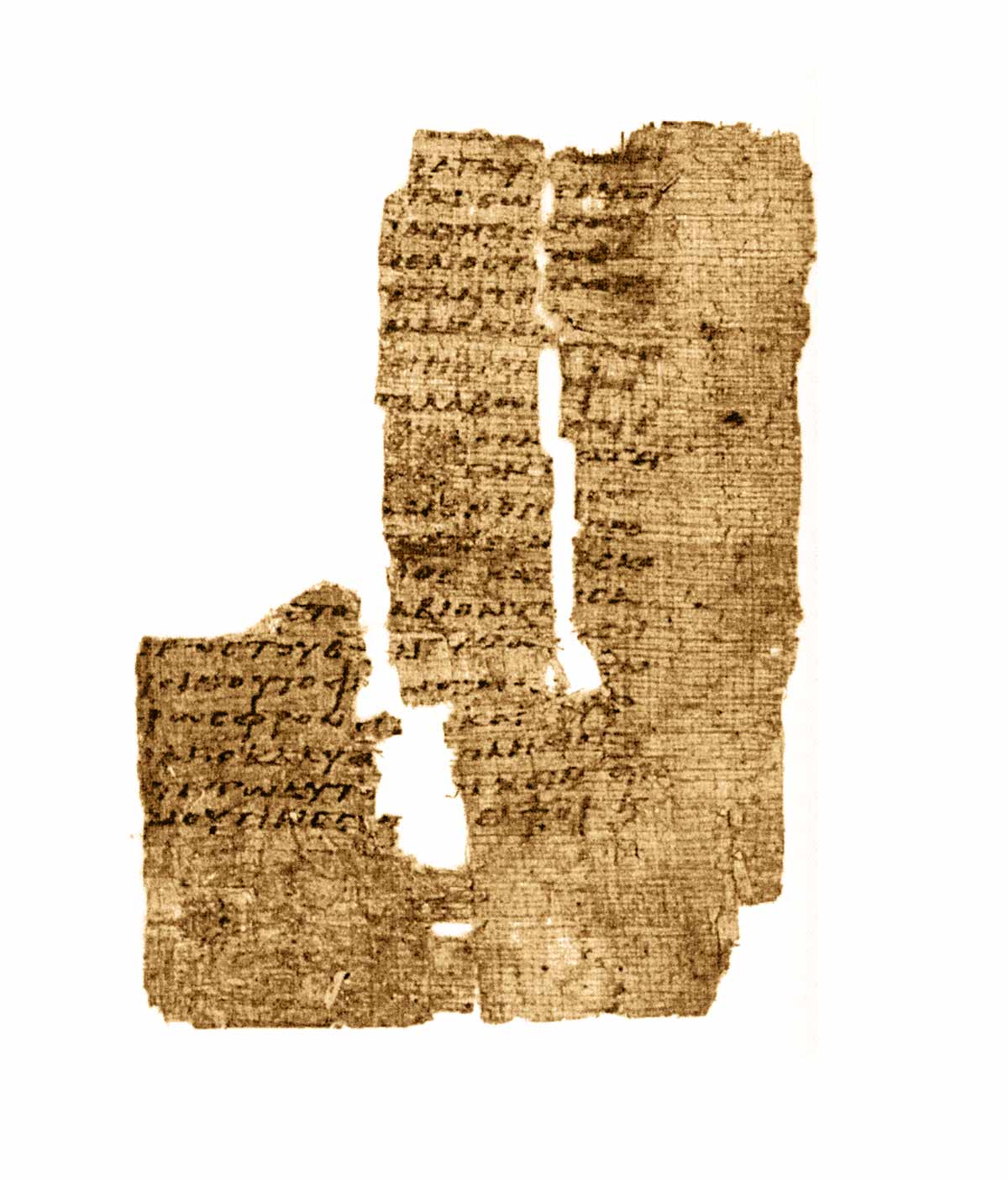
Immagine scannerizzata del Papiro 16

Il Papiro 16 ({\displaystyle {\mathfrak {p}}}16) è uno dei più antichi manoscritti esistenti del Nuovo Testamento, datato paleograficamente agli inizi del III secolo. È scritto in greco.

## Contenuto del papiro
{\displaystyle {\mathfrak {p}}}16 contiene una piccola parte del Lettera ai Filippesi (3,10-17; 4,2-8).
Il testo del codice è rappresentativo del tipo testuale alessandrino. Kurt Aland lo ha collocato nella Categoria I.
È attualmente ospitato presso la Museo Egizio (JE 47424) in Cairo.